# Fusinella
Fusinella is een geslacht van weekdieren uit de klasse van de Gastropoda (slakken).

## Soort
- Fusinella jucunda (Thiele, 1912)